# Dina Shihabi
Dina Shihabi, född 22 september 1989 i Riyadh, är en saudiarabisk skådespelare.
Shihabi har bland annat medverkat i TV-serierna Jack Ryan och Painkiller. Hon har även medverkat i filmen Catching Dust.

## Filmografi (i urval)
- 2018 – Jack Ryan (TV-serie)
- 2023 – Catching Dust
- 2023 – Painkiller (TV-serie)